# Chromatoiulus anatolicus
Chromatoiulus anatolicus är en mångfotingart som beskrevs av Carl Graf Attems 1927. Chromatoiulus anatolicus ingår i släktet Chromatoiulus och familjen kejsardubbelfotingar. Utöver nominatformen finns också underarten C. a. denticulatus.